# Le 14 Juillet
Le 14 Juillet est un tableau du peintre français Fernand Léger réalisé en 1914. Cette huile sur toile est un paysage urbain qui représente une localité pavoisée de drapeaux français un 14 juillet, jour de la fête nationale. Depuis une donation de Nadia Léger et Georges Bauquier en 1969, l'œuvre est conservée au musée national Fernand-Léger, à Biot, dans les Alpes-Maritimes.